# Hartenerf
Het Hartenerf (ook Hertenerf of Hartenhofje) was een hofje van barmhartigheid aan de Nieuwehaven in Gouda.

## Geschiedenis
Helena 't Hart (ook Heiltge[n]) beloofde haar broer Hendrick 't Hart dat een deel van zijn nalatenschap bestemd zou worden voor de stichting van een hofje voor de huisvesting van arme inwoners van Gouda. Na zijn overlijden in 1649 loste Helena haar belofte in door de stichting van het hofje in haar testament vast te leggen bij de Goudse notaris Straffintveldt. Zij bepaalde onder meer dat na haar overlijden zesduizend gulden beschikbaar gesteld zou worden voor de stichting van "ses bequame Huisjes ofte Woningen, die bij Arme ende behouftighe persoonen, om Gods wille, sullen worden bewoond".  Ook moest aan de voorzijde het wapen van haar broer en van haarzelf worden aangebracht. Zij wees vier regenten aan, waaronder een lid van de Goudse vroedschap en Clemens Bijleveld, Luthers predikant te Gouda.   Hun opvolgers zouden worden aangewezen uit de kring van haar familie, zowel van vaderszijde als van moederszijde.
Helena 't Hart, weduwe van Jan Verzijl, overleed in 1652 kinderloos. Na haar overlijden werd een begin gemaakt met de uitvoering van haar laatste wil door de aankoop van twee woningen aan de straatzijde van de Nieuwehaven. Achter deze woningen werden zeven huisjes gebouwd voor de huisvesting van armen. In 1657 was het hofje gerealiseerd. De huizen aan de straatzijde werden verhuurd. De huurinkomsten werden gebruikt voor de exploitatie van het complex. In 1781 was er sprake van dat de woningen zouden worden overgedragen aan de hervormde kerk, maar dat werd geweigerd door de diakonie. Het hofje heeft tot in de negentiende eeuw dienstgedaan voor het huisvesten van arme en behoeftige personen, zoals geregeld in de stichtingsakte. Daarna hebben de huisjes tot 1965 dienstgedaan als werkplaatsen en als pakhuisjes. In 1965 was de bouwkundige staat dusdanig dat werd besloten om het complex af te breken.
Alleen het toegangspoortje, voorzien van de wapens van beide stichters, bleef gespaard. De Goudse apotheker Paris plaatste het poortje in zijn tuin aan de achterzijde van zijn woning aan de Westhaven 14. Een bruggetje over het water van de Peperstraat leidt naar dit poortje.

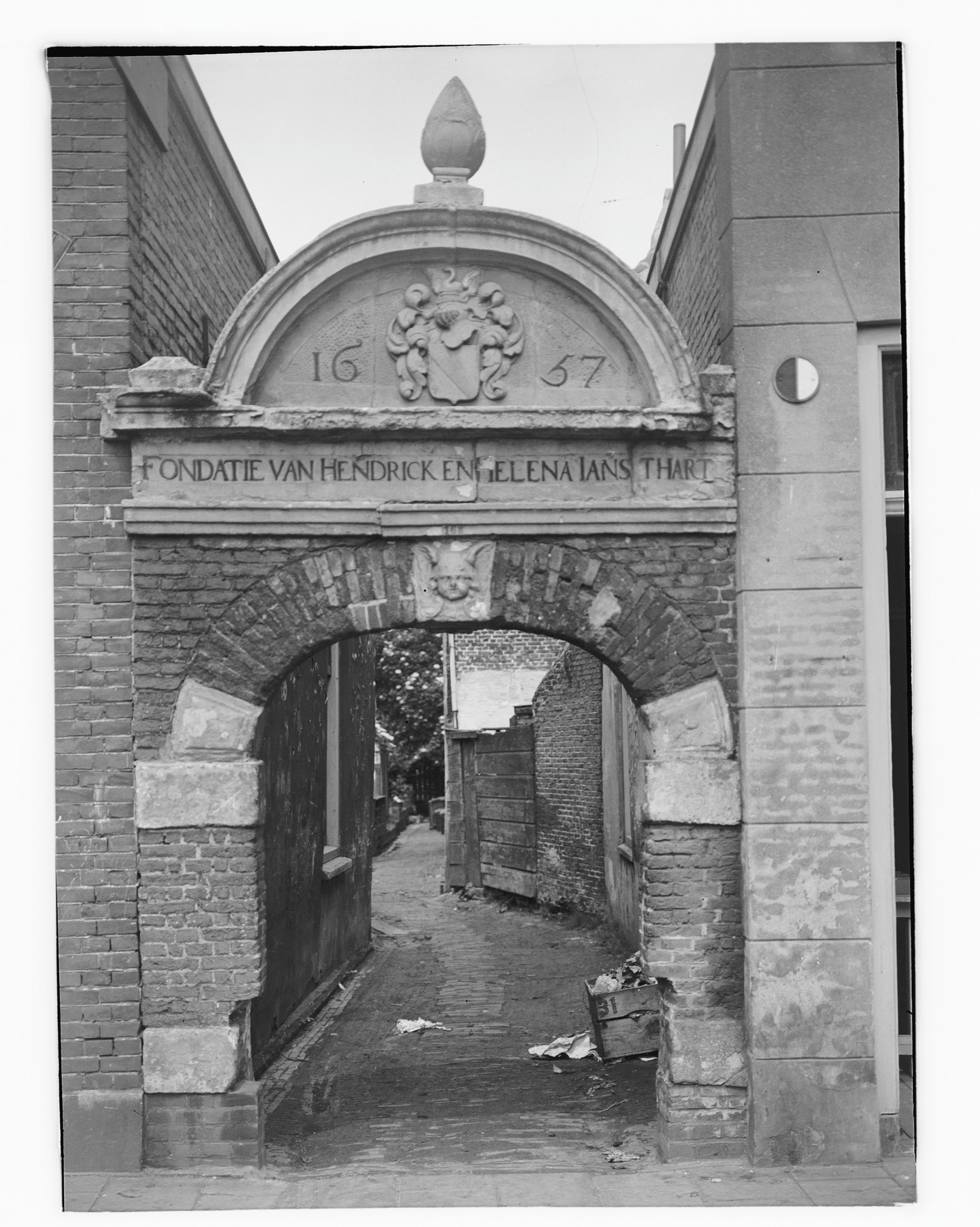
Foto van het poortje op de oorspronkelijke plaats aan de Nieuwehaven
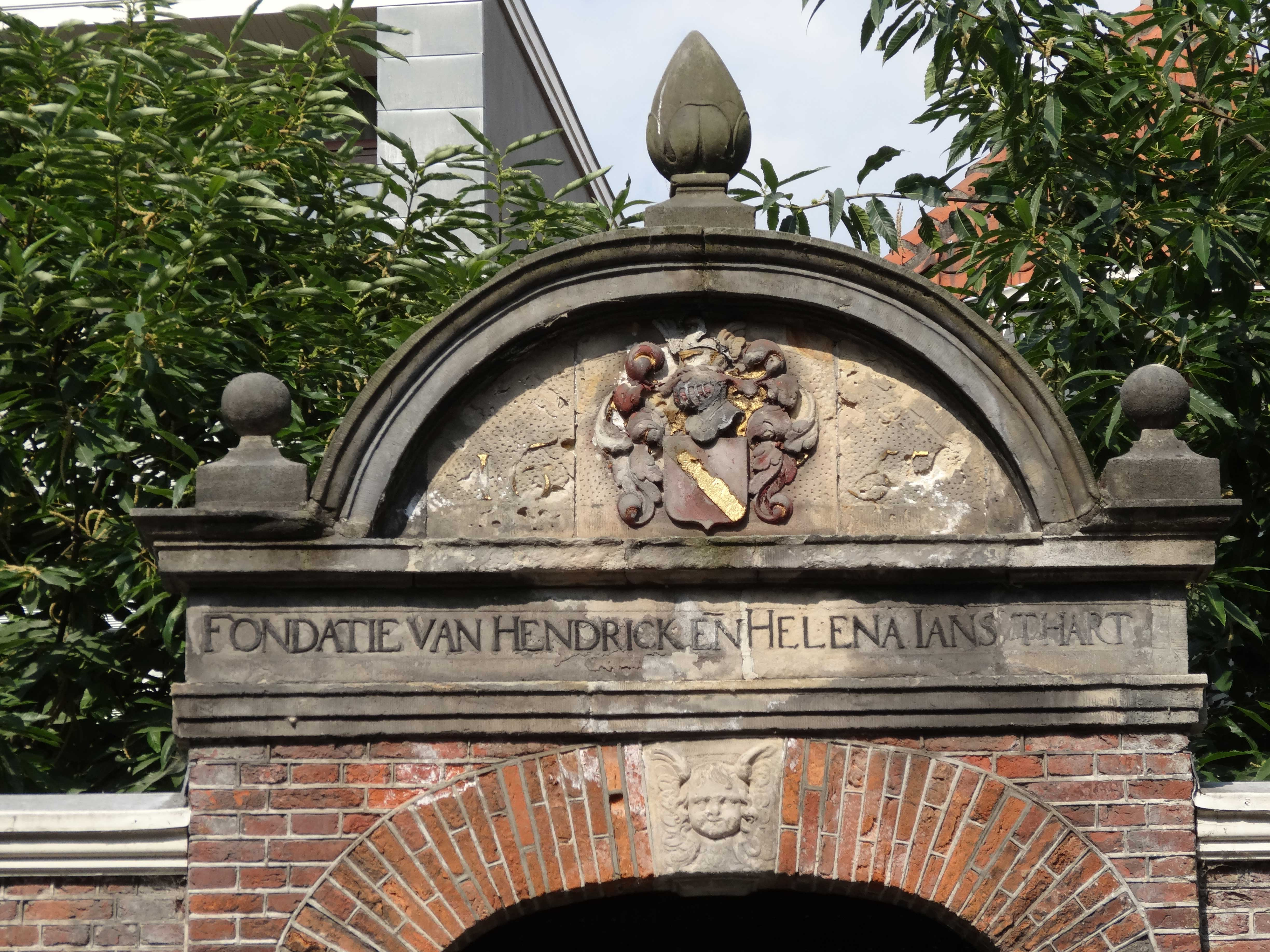
Bovenzijde van het poortje, het jaartal "1657" is verdwenen